# Pambio-Noranco
Pambio-Noranco  är en ort i kommunen Lugano i kantonen Ticino, Schweiz. 
Pambio-Noranco var tidigare en självständig kommun, men 4 april 2004 blev Pambio-Noranco en del av kommunen Lugano.